# Тшебич-Млин
Тшебич-Млин (пол. Trzebicz-Młyn) — село в Польщі, у гміні Дрезденко Стшелецько-Дрезденецького повіту Любуського воєводства.
Населення — 38 осіб (2011).
У 1975-1998 роках село належало до Гожовського воєводства.

## Демографія
Демографічна структура станом на 31 березня 2011 року:
|          | Загалом | Допрацездатний вік | Працездатний вік | Постпрацездатний вік |
| -------- | ------- | ------------------ | ---------------- | -------------------- |
| Чоловіки | 17      | 4                  | 12               | 1                    |
| Жінки    | 21      | 3                  | 15               | 3                    |
| Разом    | 38      | 7                  | 27               | 4                    |